# Cinema taiwanese
Il cinema taiwanese è profondamente radicato nella storia dell'isola. Dalla sua introduzione a Taiwan nel 1901 sotto il dominio giapponese, il cinema si è sviluppato a Taiwan attraverso diverse fasi distinte, separandosi anche dalla corrente principali di Hong Kong e dalla Repubblica Popolare Cinese.

## Storia

### Dalle origini agli anni '60
Il primo film introdotto a Taiwan fu di Toyojirō Takamatsu nel 1901. Dal 1900 al 1937, il film taiwanese fu il primo e uno dei più importanti del mercato coloniale giapponese. Nel 1910, il governo coloniale di Taiwan cerco di coordinare sforzi di indipendenti, come Takamatsu e altri, a stabilire un approccio più organizzato per lo sfruttamento del film nella colonia di Taiwan. Le pellicole ebbero un ruolo fondamentale nel consentire il progetto di imperializzazione/assimilazione culturale dei cittadini taiwanesi nell'impero giapponese. Quindi, i primi film tendevano ad essere di natura educativa, elogiando la presenza di modernizzazione del Giappone sull'isola.
Molte convenzioni cinematografiche e rappresentative furono infatti adottate dai realizzatori di Taiwan. Ad esempio, l'uso di un benshi ("uomini parlanti", i commentatori pubblici dei film muti), che era una componente molto importante dell'esperienza cinematografica in corso in Giappone. Maestri benshi erano spesso degli intellettuali: molti parlavano giapponese, spesso viaggiando tra Giappone e/o la Cina, e alcuni erano anche poeti.
Cinegiornali giapponesi, cortometraggi, programmi educativi e lungometraggi furono ampiamente diffusi in tutta Taiwan dalla metà del 1920 al 1945 e anche dopo la decolonizzazione. Come in altri mercati cinematografici coloniali del Giappone, la seconda guerra sino-giapponese nel 1937 ha segnato l'inizio di un'era di maggiore mobilitazione per lo sforzo bellico giapponese in tutti i mercati cinematografici di Taiwan e asiatici in generale furono vietate proiezioni di film americani e cinesi di conseguenza. I giapponesi si sforzarono a trasformare i taiwanesi in cittadini giapponesi, dando loro nomi giapponesi, una formazione giapponese, incoraggiandoli a indossare abiti giapponesi e gli uomini a tagliare i capelli lunghi. Film come Japanese Police Supervise a Taiwanese Village (1935) illustrano i corretti usi e costumi che si dovrebbero adottare. In futuro, registi taiwanesi come Hou Hsiao-hsien avrebbero vividamente rivisitato l'eredità di questo processo di annessione culturale con film come Città dolente (1989) e Il maestro burattinaio (1993).
Nel 1945 la partenza dei giapponesi provocò un crollo delle infrastrutture, e la produzione si interruppe. Mentre la Cina era sconvolta dalla guerra civile che nel 1948 proclamarono la legge marziale abolendo i partiti politici, Taiwan diventava la base dei nazionalisti del Kuomindang. In seguito alla vittoria dei comunisti in Cina, l'anno successivo venne creato il governo provvisorio di Chiang Kai-shek: fu l'inizio di una lunghissima tensione tra Taiwan e Cina. Da quel momento la riconquista della madre patria divenne l'obiettivo di una propaganda martellante, mentre il governo di Pechino considerava Taiwan una provincia ribelle.
Nel 1955 fu approvata una legge di censura che metteva al bando comunismo, pornografia e storie a forti tinte. Nel 1960 il cinema taiwanese venne riorganizzato dal Kuomindang che diede vita a tre organismi per la produzione di documentari e di film di finzione. Il più importante era la CMPC (Central Motion Picture Company), di proprietà dello stesso governo. La fine del 'terrore bianco' e delle persecuzioni anticomuniste nel 1963 permise una certa flessibilità, e la CMPC cominciò a produrre film sulla vita nelle campagne e adattamenti letterari. Il principio guida era quello del sano realismo: eroismo degli umili, promuovere l'altruismo, fiducia nel futuro. Si affermarono registi come Lee Hsing con Jietou xiangwei (1963, noto con il titolo Head of street) e Pai Ching-jui. Quest'ultimo, che aveva studiato in Italia, si specializzò in adattamenti di feuilletons della popolare scrittrice Chiung Yao. Nell'evidente tentativo di recidere ogni legame con la Cina comunista, la CMPC aprì nel 1955 i propri studios alle produzioni hongkonghesi, allora in pieno splendore, alla ricerca di ambientazioni suggestive. Prestigiosi registi hongkonghesi come Li Hanxiang e King Hu si stabilirono in Taiwan. King Hu realizzò nell'isola i suoi capolavori Longmen kezhan (1967, ingl. Dragon gate inn) e Xia nü (1970; A touch of zen ‒ La fanciulla cavaliere errante). Nel 1967 la produzione toccò i 257 film, ponendo Taiwan al terzo posto in Asia dopo Giappone e India.

### Il nuovo cinema taiwanese, 1982-1990
All'inizio degli anni '70 Taiwan risultava sempre più isolata nel panorama internazionale: nel 1971 venne esclusa dall'ONU, nel 1972 si interruppero le relazioni con il Giappone e nel 1975 fu abrogato il trattato di reciproca difesa con gli Stati Uniti. Nel 1975, con la morte di Chiang Kai-shek, la propaganda si riaccese violentemente. Il cinema taiwanese entrò in un periodo di crisi, l'industrializzazione portata dall'esterno aveva stravolto i gusti degli spettatori. Lee Hsing girava film come Wangyang zhong de yi tiao chuan (noto con il titolo A boat in the ocean) del 1978, Xiao cheng gushi (noto come Story of a small town) e Zao an, Taibei (noto con il titolo Good morning, Taipei), entrambi del 1979, film che trattavano mutamenti socio-economici avvenuti nelle campagne dell'isola. La svolta avvenne però con James Soong alla guida del CMPC all'inizio degli anni '80, egli cercò di promuovere un cinema di alto profilo professionale, artistico e internazionale. Fu l'inizio del cosiddetto New Taiwan Cinema Movement (1982-1986), sotto la forte influenza della corrente cinematografica New Wave di Hong Kong.
Il primo film-manifesto del nuovo cinema taiwanese è considerato Guangyin de gushi (1982, noto con il titolo In our time), dove i quattro episodi, rispettivamente diretti da Tao Dechen, Edward Yang, Ko Yi-cheng e Zhang Yi, affrontano i temi dell'urbanizzazione e della nostalgia dell'infanzia, partendo dal 1967 fino al presente. Per il successivo Erzi de da wan'ou (1983, noto con il titolo The sandwich man), Wu Nien-chen ha adattato tre racconti di Huang Chun-ming, uno degli esponenti più noti della 'letteratura regionalistica' che imperversava all'epoca. Film diretto da Hou Hsiao-hsien, Zeng Zhuangxiang e Wan Ren.
Nei primi anni Ottanta molti importanti registi intrapresero un percorso personale e articolato, ottenendo riconoscimenti nei festival di tutto il mondo. Primo fra tutti Hou Hsiao-hsien, che si è servito del filtro della memoria, ispirandosi ai propri ricordi o a quelli dei suoi sceneggiatori, per riflettere sulle ferite aperte storiche del Paese. Film come Fenggui lai de ren (1983; I ragazzi di Feng Kuei) e Dongdong de jiaji (1984; In vacanza dal nonno) ne sono un esempio. Nel capolavoro autobiografico Tongnian wangshi (1985; A time to live, a time to die) la storia familiare si intreccia con il dramma dei cinesi in esilio a Taiwan dopo il 1949, che sognano invano di tornare in patria: Hou Hsiao-hsien, riflette sulla propria generazione disorientata e senza modelli paterni forti. Il cinema di Edward Yang invece si è concentrato sull'irruzione della modernità e sull'analisi del mondo urbano: Qing mei zhu ma (1985, noto con il titolo Taipei story) tratta della disumanizzazione dei rapporti nella società del benessere; Kongbu fenzi (1986, noto con il titolo The terrorizer) descrive invece un mondo alienato, colmo di violenza gratuita, dove è palese l'influsso di Michelangelo Antonioni.
Accanto ad una nuova tematica cinematografica, in quegli anni emerse anche uno stile caratteristico. Le sceneggiature hanno cercato di sviluppare storie aperte, lasciando libere interpretazioni allo spettatore; mentre i registi hanno privilegiato piano-sequenza e le inquadrature fisse in campo lungo, in modo da osservare il legame del personaggio con la realtà che lo circonda, cogliendo momenti di verità. Uno stile di semplicità solo apparente, e anzi complesso, stratificato, ricco di ellissi.

### Il successo internazionale e la nuova crisi, 1990-2000
Nel 1987 fu revocata la legge marziale, e il Paese diventò un sistema politico multipartitico. Taiwan si aprì dunque al mondo e nel 1996 esse il primo presidente eletto dal popolo. I film di Taiwan continuarono ad essere richiesti dai festival in giro per il mondo e a vincere premi, come il Leone d'oro alla Mostra del cinema di Venezia a Beiqing chengshi (1989; Città dolente) di Hou Hsiao-hsien. I film non essendo più finanziati dalla CMPC i film cominciano ad essere prodotti con capitali giapponesi e francesi. Esempio sono i successivi di Hou (Hai shang hua, 1998, Flowers of Shanghai e Qianxi manbo, 2001, Millennium mambo), sempre più raffinati e rarefatti ma anche sempre meno apprezzati da il pubblico locale, che cominciava a considerare questi film come difficili e poco spettacolari.
Lo stesso successe a Edward Yang, che ha girato negli anni Novanta i suoi film migliori: Guling jie shaonian sharen shijian (1991; A Brighter Summer Day), racconto autobiografica negli anni Sessanta, la commedia Duli shidai (1995, A Confucian Confusion); Majiang (1996, Mahjong); e infine Yi Yi (1999; Yi Yi - e uno... e due..., premio per la regia al Festival di Cannes), toccante affresco di una famiglia. Negli anni '90 una seconda ondata di registi ha esordito nelle scene internazionali, primo tra tutti Tsai Ming-liang con film come Qīngshàonián Nézhā, 1992, vincitore del Festival Cinema Giovani di Torino; e Aiqing wansui, 1994, Vive l'amour, vincitore del Leone d'oro alla Mostra del cinema di Venezia). Ang Lee usa uno stile occidentalizzato per riflettere sui mutamenti della famiglia cinese. Dopo Yinshi nan nü (1994; Mangiare bere uomo donna), prodotto dalla CMPC, ha iniziato una brillante carriera hollywoodiana, tornando a Taiwan per un grande successo: Wo hu cang long (2000; La tigre e il dragone), che ha vinto quattro Oscar e reso popolare in tutto il mondo il genere hongkonghese delle arti marziali inaugurato da King Hu.

## Registi, attori, attrici noti
- Gwei Lun-Mei
- Jay Chou
- Hou Hsiao-hsien
- Chen Kuo-fu
- Nien-Jen Wu
- King Hu
- Ang Lee
- Tsai Ming-liang
- Nicky Wu
- Shu Qi
- Alec Su
- Ruby Lin
- Edward Yang
- Brigitte Lin
- Jimmy Lin
- Jerry Yan
- Tom Lin
- Chang Chen
- Takeshi Kaneshiro
- Sylvia Chang
- Rene Liu
- Sihung Lung
- Wu Chien-lien
- Yang Kuei-Mei
- Hsu Feng
- Lin Feng-chiao
- Chin Han
- Charlie Chin Hsiang-lin
- Richie Ren